# Асакинский район
Асаки́нский райо́н (тума́н; узб. Asaka tumani / Асака тумани ) — район в южной части Андижанской области Узбекистана. Административный центр — город Асака.

## История
Образован 29 сентября 1926 года. 5 марта 1935 года им. Ленина присвоено новому району, образованному из бывших Асакинского и Кувинского районов. 10 февраля 1939 года 1 сельсовет Ленинского района был передан в новый Алтынкульский район, а 10 сельсоветов в новый Кувинский район. 13 февраля 1943 года один сельсовет Ленинского района был передан в новый Халдыванбекский район. Указом Президиума Верховного Совета Узбекской ССР от 24 декабря 1962 года в рамках укрупнения районов Ленинский район был упразднён, его территория передана в состав сельского Мархаматского района с административным центром в селе Русское Село.
Указом Президиума Верховного Совета Узбекской ССР от 15 февраля 1965 года объединённому району присвоено название Ленинский район; при этом центр района перенесён из селения Русское Село в город Ленинск.
Указом Президиума Верховного Совета Узбекской ССР от 7 декабря 1970 года из Ленинского района вновь выделен Мархаматский район с административным центром в селе Русское Село.
В 1991 году город Ленинск переименован в город Асака, в 1992 году — Ленинский район в Асакинский район.

## География
На юге района протекают реки Акбура и Аравансай, Большой Ферганский канал, Шахрихансай, орошаемая система Абихаят, скид Асака.

## Климат
Климат высоких субтропических нагорий. Средняя температура июля — +26,1˚С, февраля — -2.9˚С. Вегетационный период составляет 220 дней. Среднегодовое количество осадков — до 180—190 мм.

## Природа
Рельеф представлен горами, равнинами, возвышенностями и адырами. На северо-востоке расположены адыры и возвышенности Андижан и Асака.
Почвы — преимущественно серозёмы, которые обрабатываются и орошаются. Весной адыры покрываются эфемерными растениями. На целинных участках произрастают полынь и лебеда. Среди животных распространены лисицы, волки, шакалы и зайцы.

## Административно-территориальное деление
Район состоит из 1 города районного подчинения (шаҳар) и 8 сельских сходов граждан (қишлоқ фуқаролар йиғини) (включая 65 сёл):
Город районного подчинения
1. Асака (центр).

8 сельских сходов граждан:
1. Зарбдор,
2. Илгар,
3. Кадим,
4. Каратепа,
5. Кужган,
6. Мустахкам,
7. Ниязбатыр,
8. Узбекистан.